# Station Bremen Neustadt
Station Bremen Neustadt (Bahnhof Bremen Neustadt, ook wel HB Neustadt) is een spoorwegstation in de Duitse plaats Bremen, in de deelstaat Bremen. Het station ligt aan de spoorlijn Oldenburg - Bremen. Naast de Regionalbahntreinen stoppen ook de Regio-S-Bahntreinen van Bremen en Nedersaksen op het station. Het station telt twee perronsporen aan één eilandperrons.

## Treinverbindingen
De volgende treinseries doen station Bremen Neustadt aan:
| Serie | Treinsoort                  | Route                                                                               | Bijzonderheden |
| ----- | --------------------------- | ----------------------------------------------------------------------------------- | -------------- |
| RB 58 | Regionalbahn (NordWestBahn) | Osnabrück Hbf – Bramsche – Vechta – Delmenhorst – Bremen Neustadt – Bremen Hbf      | Der Bramscher  |
| S3    | Regio-S-Bahn (NordWestBahn) | Bremen Hbf – Bremen Neustadt – Delmenhorst – Oldenburg (Oldb) Hbf – Bad Zwischenahn |                |

0,0: Oldenburg (Oldb) Hbf ·
4,3: Neuenwege ·
8,2: Wüsting ·
16,7: Hude ·
21,8: Bookholzberg ·
25,5: Schierbrok ·
27,5: Hoykenkamp ·
30,7: Delmenhorst ·
33,5: Delmenhorst Df ·
34,2: Heidkrug ·
41,8: Bremen Neustadt ·
44,4: Bremen Hauptbahnhof